# Cabezón de Liébana
Cabezón de Liébana é um município da Espanha na comarca de Liébana, província e comunidade autónoma da Cantábria. Tem 81,4 km² de área e em 2021 tinha 580 habitantes (densidade: 7,1 hab./km²).

## Demografia
| Variação demográfica do município entre 1991 e 2004 [carece de fontes?] | Variação demográfica do município entre 1991 e 2004 [carece de fontes?] | Variação demográfica do município entre 1991 e 2004 [carece de fontes?] | Variação demográfica do município entre 1991 e 2004 [carece de fontes?] |
| ----------------------------------------------------------------------- | ----------------------------------------------------------------------- | ----------------------------------------------------------------------- | ----------------------------------------------------------------------- |
| 1991                                                                    | 1996                                                                    | 2001                                                                    | 2004                                                                    |
| 832                                                                     | 782                                                                     | 692                                                                     | 705                                                                     |